# Urbanisierung

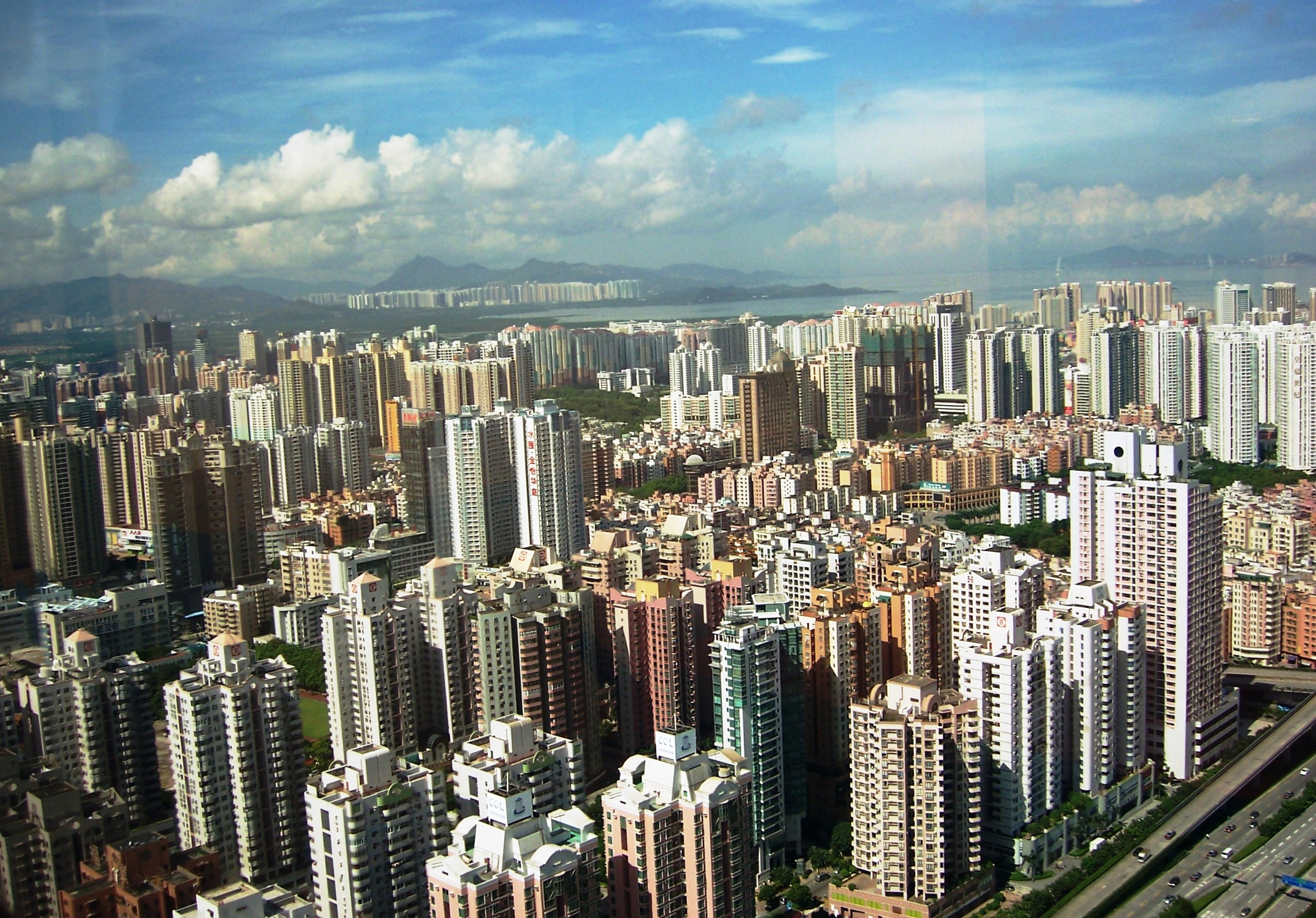
Die chinesische Stadt Shenzhen am Rande Hongkongs hatte 1979 nur 30.000 Einwohner, im Jahr 2011 etwa 12,5 Millionen. Bis 2017 war diese Zahl jedoch kaum weiter gewachsen.

Unter Urbanisierung (lateinisch urbs ‚Stadt‘) versteht man die Ausbreitung städtischer Lebensformen. Diese kann sich einerseits im Wachstum von Städten ausdrücken (physische Urbanisierung oder „Verstädterung“ im engeren Sinne), andererseits durch eine mit städtischen Standards vergleichbare infrastrukturelle Erschließung ländlicher Regionen (funktionale Urbanisierung) und durch verändertes Sozialverhalten der Bewohner von ländlichen Gebieten (soziale Urbanisierung).
Während der Begriff Verstädterung eher für die Ausweitung alter Städte durch Bautätigkeit, Gewerbe- und Industrieflächen steht, bezieht „Urbanisierung“ Prozesse des sozialen Wandels mit in die Betrachtung ein.
Der Prozess der physischen Urbanisierung ist seit Jahrhunderten zu beobachten. Die der Urbanisierung zugrundeliegende Landflucht erreichte in Europa vor allem im späten 19. Jahrhundert einen Höhepunkt und setzte sich ab Mitte des 20. Jahrhunderts in den Schwellen- und Entwicklungsländern fort. In den Industrieländern wurde die physische Urbanisierung weitgehend von der funktionalen Urbanisierung abgelöst, das heißt von der Ausbreitung städtischer Lebensformen in benachbarte, bisher ländliche Räume (Suburbanisierung).
Historisch gesehen ist eine kontinuierliche Zunahme des Anteils der Stadtbevölkerung festzustellen. Im Jahr 2008 lebten weltweit erstmals in der Menschheitsgeschichte mehr Menschen in Städten als auf dem Land. Der Bevölkerungsfonds der Vereinten Nationen rechnet mit 5 Milliarden Städtern im Jahr 2030. In Zukunft wird sich die Urbanisierung am stärksten in Afrika und Asien vollziehen.

## Geschichte

Urbanisierung in Europa 2010

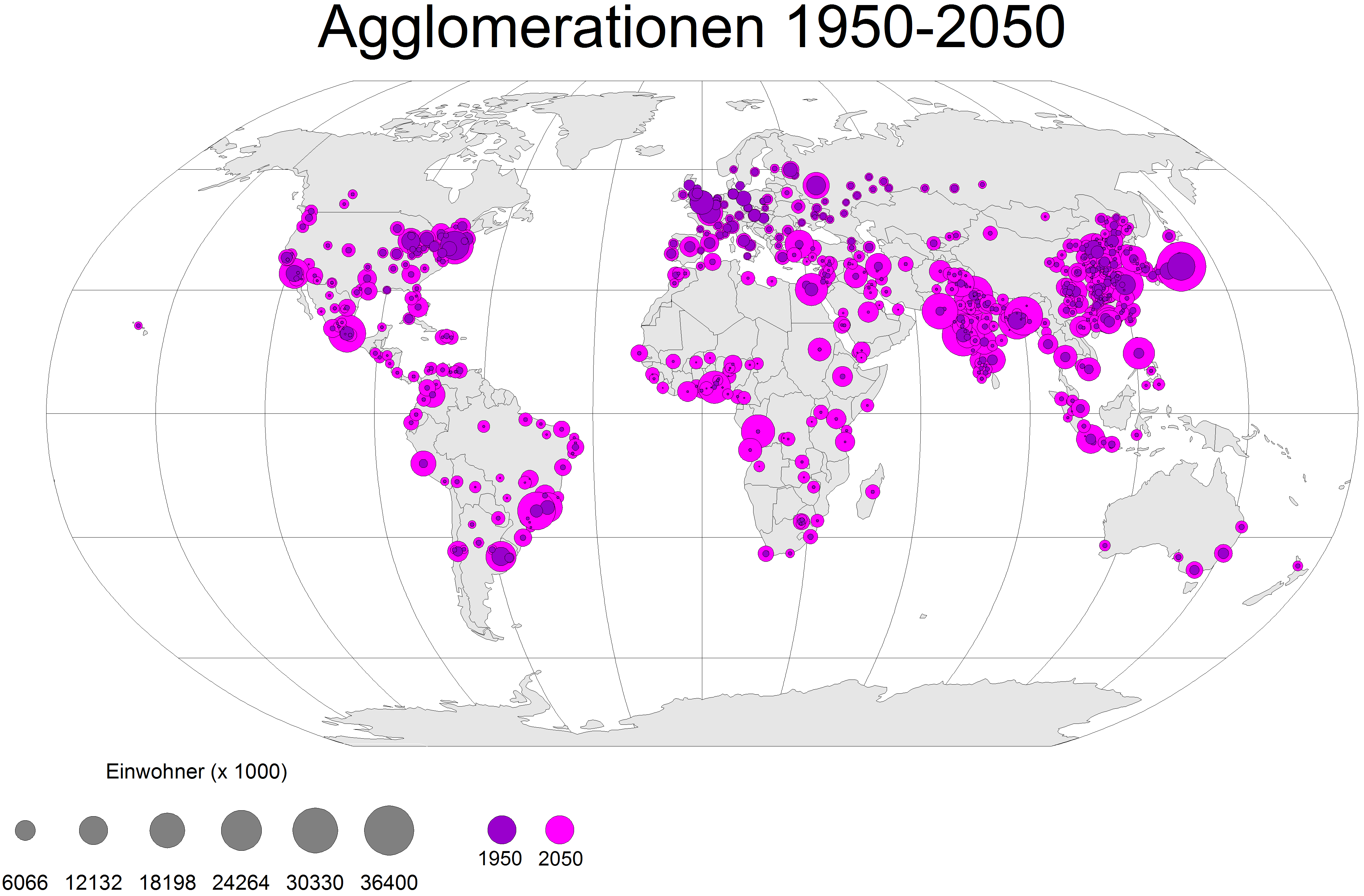
Agglomerationen 1950–2050

Karte der Hauptflächennutzungstypen in Nordrhein-Westfalen: Urbanisierung als Folge der Industrialisierung im 19. und 20. Jahrhundert

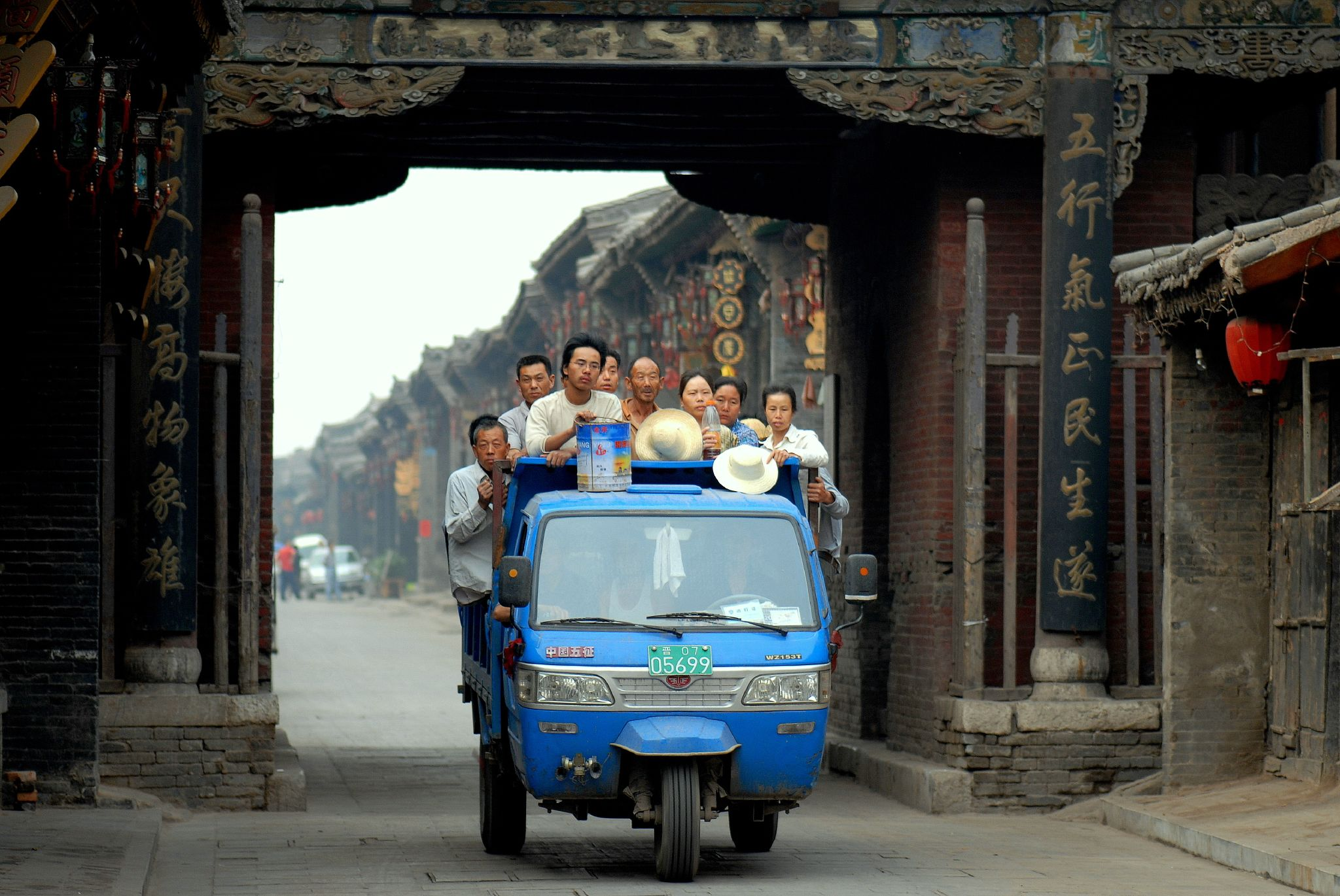
Eine Alternative zum Umzug in die Stadt: Chinesische Landbewohner bilden für den Weg zur Arbeit nach Pingyao eine Fahrgemeinschaft.

Bis ins 1. Jahrtausend v. Chr. war das Wachstum der Städte eng begrenzt durch die Produktivität der Landwirtschaft, die nur die Erzeugung geringer Lebensmittelüberschüsse zur Versorgung der Städte erlaubte. Vor allem in Asien entstanden nach dieser Zeit die ersten Millionenstädte. Im Mogulreich des 16. Jahrhunderts lebten vermutlich schon 15 % der Menschen in Städten. Das war ein höherer Anteil als in Europa. Hingegen erreichte erst um 1500 Köln als erste deutsche Stadt die Zahl von etwa 40.000 Einwohnern, und erst zweihundert Jahre später um 1700 hatte mit Wien die erste Stadt des Römisch-Deutschen Reichs die Grenze von 100.000 überschritten.
Um das Jahr 1800 lebten erst etwa 25 % der deutschen Bevölkerung in Städten und rund 75 % auf dem Land, doch dort waren die Lebensbedingungen nicht immer einfach. Durch einen enormen Bevölkerungsanstieg wurde es zunehmend schwieriger, sich zu ernähren, weil es nicht genügend Land für alle gab. In der Hoffnung auf bessere Lebensverhältnisse führte dies u. a. dazu, dass die Menschen zu Beginn der Industrialisierung Anfang des 19. Jahrhunderts vom ländlich geprägten Raum in die umliegenden Kleinstädte zogen, die sich dadurch schnell vergrößerten, was zu massenhafter Armut führte (Pauperismus). Während es im Jahr 1800 nur rund 80.000 Manufakturarbeiter gab, stieg diese Zahl bis 1910 auf das 100-fache (8 Millionen). Das Bevölkerungswachstum der Städte des späteren Deutschen Reiches entwickelte sich dabei erst nach 1850 überdurchschnittlich – vorgängig war schon seit den 1740er Jahren die Bevölkerungsvermehrung auf dem Lande gewesen. Dieser einer Völkerwanderung ähnliche Prozess brachte viele Folgen mit sich. Unter den Menschen, die in den großen Städten ihr Glück suchten, waren viele landlose Arbeiter und verarmte Kleinbauern. Diese beiden Gruppen bildeten zusammen die neue soziale Klasse des Industrieproletariats. Obwohl sie rechtlich frei waren, verfügten sie jedoch nicht über eigene Produktionsmittel (Maschinen, Geräte usw.), daher mussten sie als Lohnarbeiter versuchen, ihre Familie zu ernähren, was jedoch angesichts der niedrigen Löhne schier unmöglich war. Diese schlechten Arbeits- und Lebensbedingungen führten kurz darauf zur „sozialen Frage“.
In weiten Teilen Südeuropas erreichte die Landbevölkerung erst im ausgehenden 19. oder in der ersten Hälfte des 20. Jahrhunderts ihren Höhepunkt. Hier waren es vor allem die Reblauskrise im Weinbau sowie die zunehmende Mechanisierung der Landwirtschaft und der daraus resultierende Verlust an Arbeitsplätzen, welche die Abwanderung der Menschen in die Städte oder die Auswanderung nach Amerika bzw. nach Australien auslösten.
Die Verstädterungswelle des 19. Jahrhunderts in Europa setzte eine Reihe von technischen und infrastrukturellen Innovationen voraus. Zunächst fielen zu Beginn des 19. Jahrhunderts die städtischen Befestigungsanlagen und Wälle, da sie funktionslos wurden, was ein weiteres Wachstum ermöglichte. Mit der Verdichtung und Vergrößerung der Abwassermenge erhöhte sich die Gefahr von Infektionskrankheiten, was wiederum ein Kanalisationsnetz und eine zentrale Wasserversorgung nötig machte. Der Bau großer Mietshäuser setzte die Verfügbarkeit konzentrierter Energiequellen (Kohle, später Gas) voraus. Der Transport dieser Energiequellen erforderte ab einer bestimmten Größe der Stadt einen Eisenbahnanschluss. Dieser schob zwar die Wachstumsgrenzen der Stadt hinaus; das machte aber die Einrichtung von Strukturen des Nahverkehrs notwendig, um die Arbeitskräfte zu den immer größeren, zunehmend aus dem Stadtzentrum ausgelagerten Produktionsstätten zu transportieren. Diese Strukturen bestanden oft in einem radialen Eisenbahnnetz, das später durch Pferdebahnen oder Straßenbahnen ergänzt wurde. Ein weiteres (Höhen-)Wachstum wurde durch die Entwicklung des Stahlskelettbaus nach 1900 möglich.
Urbanisierung ist ein geographisch weiter verbreiteter Prozess als die Industrialisierung. Städte entstanden auch an Orten, an denen die Industrie nicht die primäre Wachstumskraft darstellte. Auch war umgekehrt ein hoher Urbanisierungsgrad keine Voraussetzung für erfolgreiche Industrialisierung. Bereits vor der Industriellen Revolution war London eine Metropole mit mehr als 10 Prozent Bewohnern der englischen Gesamtbevölkerung. In der zweiten Hälfte des 19. Jahrhunderts wuchsen in Großbritannien nicht die Städte mit Industriekonzentrationen wie Manchester, Birmingham und Liverpool am schnellsten, sondern Städte mit hohem Dienstleistungsangebot. Ein Beispiel für eine Stadt ohne nennenswerten Beitrag der Industrie war Brighton, eine der am schnellsten wachsenden Städte in England im 19. Jahrhundert. Auch Budapest gehörte hierzu, das sich auf der Grundlage agrarischer Modernisierung und Zentralfunktionen in Handel und Finanz schnell entwickelte, ebenso St. Petersburg, Riga, St. Louis oder Wien.
Seit etwa 1960 verschob sich der Schwerpunkt der Urbanisierung auf die Schwellenländer. Seither erfolgten zahlreiche weitere Urbanisierungen ohne Industriebasis, darunter Lagos, Bangkok oder Mexiko-Stadt. Urbanisierung ist somit nach Osterhammel „ein globaler Prozess, Industrialisierung ein sporadischer Vorgang“.
Seit dem Jahr 2008 wohnt mehr als die Hälfte der Weltbevölkerung in Städten, während 1950 noch 70 % auf dem Land lebten. Nach Prognosen der UNO wird der weltweite Anteil der städtischen Bevölkerung bis 2030 auf über 60 % steigen und im Jahr 2050 rund 70 % erreichen. Weltweit gibt es über 63 Städte mit mehr als drei Millionen Einwohnern.
Der Geograph und Soziologe Sebastian Schipper weist darauf hin, dass moderne Großstädte heute wie im Wettbewerb stehende postdemokratische Großkonzerne geführt werden. Der interkommunale Wettbewerb um die besten Standortbedingungen und um Investoren habe beispielsweise dazu geführt, dass Ordnung und Sicherheit oder weiche Standortfaktoren für die kreativen Eliten heute als wichtiger gelten als die Bekämpfung der Armut, die individualisiert wird. Diese Entwicklung verlaufe aber nicht widerspruchsfrei.

## Arten

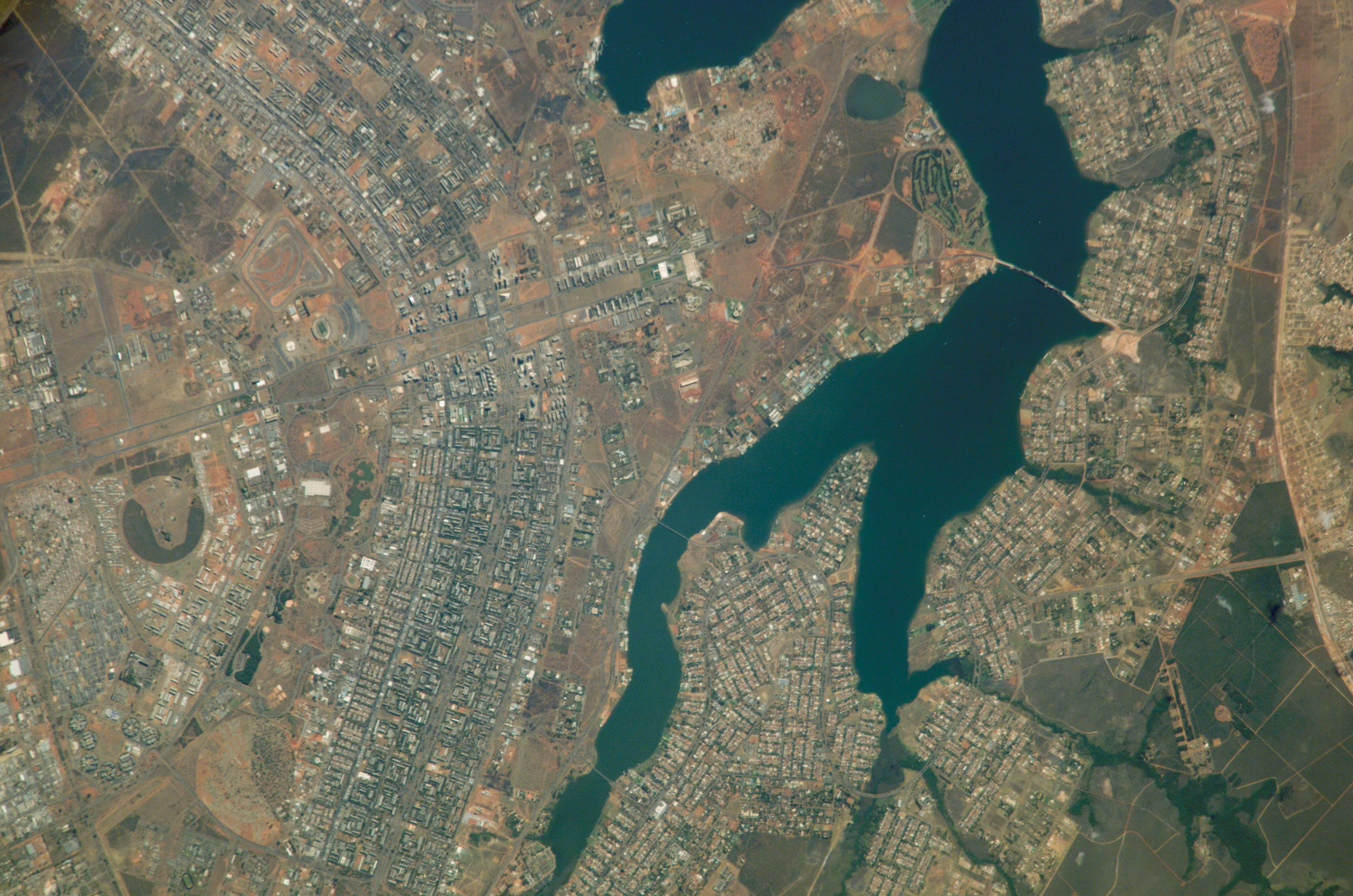
Verdichtung des Städtesystems: Stadtneugründung Brasília (Brasilien)

Es wird zwischen verschiedenen Arten bzw. Indikatoren der Urbanisierung unterschieden:

### Physische Verstädterung
Sie bedeutet eine Ausbreitung städtischer Wohn- und Flächennutzungsformen.

### Funktionale Verstädterung
Es kommt zu einer Verflechtung zwischen Stadt und Land („Stadt-Land-Kontinuum“, „Suburbanisierung“). Dabei breitet sich die städtische Produktions- und Dienstleistungsformen im Umland aus und es entwickeln sich neue Kommunikations- und Informationsnetze.

### Demographische Verstädterung
Diese kennzeichnet den (steigenden) Anteil der in Städten lebenden Bevölkerung eines Gebietes, Landes oder Staates. Unter „Verstädterung“ kann sowohl der Verstädterungsgrad (demographischer Zustand) als auch die Verstädterungsrate (demographischer Prozess) verstanden werden (siehe unten). Was jeweils als Stadt gilt, richtet sich nach der offiziellen Verwaltungseinteilung des jeweiligen Landes. Ein Treiber ist die Binnenwanderung vom Land in die Stadt. Ein Sonderfall ist die Reurbanisierung, die nach einer Phase der Stadtflucht eintreten kann.

### Verdichtung des Städtesystems
Die Zahl der Städte nimmt zu, dies kann durch Neugründungen oder Verleihung des Stadttitels geschehen. Typische Gründungsphasen sind das Zeitalter der mesopotamischen Hochkulturen, die griechische und römische Antike, das Hochmittelalter (mit Bürger- und Bischofsstädten), das Barockzeitalter (mit Residenz-/Festungsstädten wie z. B. Karlsruhe als barocke Planstadt) und das Industriezeitalter (z. B. Oberhausen, Wolfsburg, Eisenhüttenstadt oder Shenzhen – die von 1980 bis 2010 am schnellsten wachsende Stadt in der Geschichte der Menschheit).

## Messung
Der Verstädterungsgrad (oder die Verstädterungsquote) ist der Anteil der Stadtbevölkerung an der Gesamtbevölkerung. Sie gibt das Ausmaß der Verstädterung in einem Raum an (Zustandsgröße). Der Verstädterungsgrad betrug im Jahr 2007 weltweit 50 %.
Die Verstädterungsrate gibt den Zuwachs des Anteils der Stadtbevölkerung an der Gesamtbevölkerung an, und zwar bezogen auf einen Raum (Prozessgröße). Die durchschnittliche Verstädterungsrate betrug im Jahr 1990 weltweit 4,2 %.
Ein Indikator für Urbanität als soziales Verhalten ist die Offenheit sozialer Netzwerke. Sie kann mit Hilfe des Indikators der Abnahme der Netzwerkdichte gemessen werden und zeigt an, dass sich die dauernden und festen Kontakte, wie sie typisch für ländliche Regionen sind, zugunsten von häufiger wechselnden und situativen Kontakten abschwächen.

## Ursachen
Die Urbanisierung begann um 3500 v. Chr. mit dem Aufstieg von Uruk (Mesopotamien), dessen dörfliche Anfänge noch älter sind. Um 3000 v. Chr. folgte die Stadt Ur. Beide Städte sowie die nach dem sumerischen Mythos älteste Stadt Eridu liegen am hochwassergefährdeten Euphrat. Das ebenfalls seit etwa 3000 v. Chr. besiedelte Kiš liegt zwischen Euphrat und Tigris. Die Historikerin Helen Chapin Metz führte den Prozess der Urbanisierung in Mesopotamien auf den ständigen Zustrom von Siedlern in die Euphratebene zurück, deren Fruchtbarkeit es erstmals erlaubte, größere Agrarüberschüsse zur Ernährung einer städtischen Bevölkerung zu erzielen, was gleichzeitig ein komplexes und zentralisiertes Wassermanagement und einen Hochwasserschutz erforderte. Gleichzeitig ließen sich im Marschland leicht Lehmziegel in großen Mengen gewinnen. Ein solcher Prozess der Konzentration der Besiedlung wiederholte sich jedoch nicht im Niltal, wo neben Tempeln und Palästen über lange Zeit nur kleinere Wohnsiedlungen entstanden. Daher sind die Ursachen der frühen Urbanisierung immer noch umstritten.
Die phönizischen und griechischen Siedlungen entwickelten sich meist an Handelsstützpunkten in Naturhäfen. Im Binnenland konnten sich Städte erst entwickeln, wo Straßen vorhanden waren. Das war zur Römerzeit in Germanien der Fall. Erst nachdem im Mittelalter das fränkische Straßennetz der Karolinger geschaffen wurde, konnten sich außerhalb des ehemaligen römischen Reichsgebiets zunächst Märkte und später auch Städte entwickeln. Die meisten dieser geplanten Städtegründungen fallen in die Zeit zwischen 1150 und 1250.
In den Industrienationen war einer der Gründe die Reduktion des Arbeitskräftebedarfs durch die Mechanisierung der Landwirtschaft. In ländlichen Regionen wurde die Infrastruktur aufgrund höherer Kosten und geringerer Rentabilität nicht in dem Umfang zur Verfügung gestellt wie im städtischen Bereich.
Hinzu kommen Urbanitäts- und Infrastrukturverluste durch kommunale Gebietsreformen, die die Abwanderung beschleunigen. In Deutschland verloren dadurch über 20.000 Dörfer und Kleinstädte ihre ökonomische Basis.
Heute findet der Urbanisierungsprozess vor allem in Ländern statt, deren ländliche Regionen kaum Erwerbsmöglichkeiten bieten. In diesen Ländern entwickeln sich rapide wachsende Millionenstädte mit einer häufig kaum überschaubaren oder gar steuerbaren Bebauung. Beispiele für solche Städte sind Istanbul (mit über 15 Millionen Einwohnern), Lagos (10 Millionen) oder Mexiko-Stadt (20 Millionen). Die Bedingungen in den Slums der neuen Megastädte sind häufig in vielen Aspekten katastrophal, aber für die Landflüchtenden oft attraktiver als in ihrer Herkunftsregion. Diese Land-Stadt-Migration trifft zunehmend auch auf die länderübergreifende Migration zu, also auf die Wanderung von der ländlichen Region eines Landes in die Stadt eines anderen. Diese Form der Migration vollzieht sich häufig in Form der Kettenwanderung, was bedeutet, dass ein Pionierwanderer über Netzwerke erste Kontakte in die Zielregion anbahnt, migriert, einen Arbeitsplatz sucht und später Ehepartner, Kinder oder Verwandte nachholt.

## Verbundene Prozesse
Eng mit der Urbanisierung verbunden sind folgende Prozesse, die nacheinander oder auch gleichzeitig auftreten können:
- Umverteilung von Bevölkerung und Beschäftigung zwischen Kernstadt und Umland (Suburbanisierung).
- Entstädterung, also Bevölkerungs- und Beschäftigungsabnahme (Desurbanisierung) und erneute Urbanisierung nach erfolgter Entstädterung (Reurbanisierung), v. a. in altindustriellen Regionen.
- Gründung von Trabantenstädten und Satellitenstädten (Großwohnungsiedlungsbau).

In vielen Ländern Westeuropas wurde seit Ende der 1950er Jahre der Großwohnungsiedlungsbau in Vororten gefördert, um sehr schnell viel gut ausgestatteten Wohnraum für nach dem Krieg rasch wachsende Bevölkerung der Städte zu schaffen und Notquartiere zu beseitigen. Diese von Freiflächen durchsetzten Großwohnsiedlungen entsprachen damaligen Vorstellungen von Wandel und Moderne, angelehnt an die Leitbilder des Bauhauses, Konzeptionen des Architekten Le Corbusier und die Charta von Athen, die eine klare Trennung der Funktionen Wohnen, Arbeiten, Freizeit und Verkehr vorsah. Sozialpolitisch verkörperten die Großwohnsiedlungen den Glauben an eine homogene Gesellschaft. In den 1970er Jahren erreichten diese Siedlungen Größenordnungen von 25.000 und mehr Wohnungen.
In neuester Zeit (seit ca. 1990) ergeben sich neue Trends:
- Urban Scaling: rascherer Wohlstandszuwachs in den Städten im Vergleich zum Umland.
- Nebeneinander von raschen Auf- und Abwertungsprozessen verschiedener stadträumlicher Lagen.
- Austausch statusniedriger durch statushöhere Bevölkerung in attraktiven Innenstadtlagen (Gentrifizierung).
- Abkehr von der Großwohnsiedlungsbauweise wegen zunehmender sozialer Segregation und deren Folgeproblemen in den Vorstadtgettos.
- Entstehung geschlossener bewachter Wohnkomplexe (Gated Community).
- Veränderung der Lebensweisen durch Multilokalität (z. B. durch Pendeln) und Transmigration.
- Verlangsamung der Besiedlung der Kernzonen der Megastädte bei zunehmender Suburbanisierung (sog. Speckgürteleffekt.  der in einigen Ländern Europas zu beobachten ist). Paris verliert sogar seit 2011 jährlich ein bis zwei Prozent seiner Einwohner, während die Einwohnerzahl im Umland etwa im gleichen Maß wächst. Ähnliches gilt für Madrid, Lissabon oder Riga. Um Berlin, Wien, Prag, Warschau oder Oslo wächst die Peripherie zumindest schneller als die Stadt selbst. Der Effekt findet sich allerdings nicht in London, Hamburg, München, Brüssel, Amsterdam oder Mailand.[16]

## Folgen
Die Folgen der Verstädterung vor allem in Entwicklungs- und Schwellenländern, verbunden mit einem weiterhin anhaltenden starken Bevölkerungswachstum, sind in ihren ökologischen, ökonomischen und sozialen Tragweiten noch nicht vollständig absehbar. Neben den offensichtlichen Problemen bei der Entstehung von Megastädten richtet sich der Blick der Fachdiskussion in den letzten Jahren verstärkt auch auf die Chancen dieser Entwicklung.

### Erhöhter Ressourcenverbrauch und Emissionen
Durch den Zuzug in die Städte kommt es zum Bau neuer Häuser, Straßen und Versorgungseinrichtungen. So dehnen sich die Städte immer weiter aus und beanspruchen immer mehr Boden und Ressourcen des Umlandes, z. B. Wasser. Gleichzeitig kann der Flächenverbrauch auf dem Lande reduziert werden; allerdings erfolgt dort selten ein Rückbau.
Allgemein ist der Energieverbrauch in den Städten höher als auf dem Land; besonders hoch ist er jedoch in den Randzonen der Agglomerationen durch den Pendlerverkehr. In den Kernzonen ist die Mobilität geringer.
Die Konzentration der Bevölkerung in Megastädten bietet zwar die Möglichkeit einer Bereitstellung von Gütern und Dienstleistungen zu vergleichsweise geringen Pro-Kopf-Kosten, etwa bei der Wiederaufbereitung von Trinkwasser oder der Abfallentsorgung. Städte bieten auch ein großes Potential zur Begrenzung des Individualverkehrs durch Bereitstellung öffentlicher Verkehrssysteme. Dieses Potenzial wird jedoch unzureichend genutzt. So erreichen in Jakarta weniger als drei Prozent der täglich anfallenden 1,3 Millionen Kubikmeter Abwasser eine der wenigen Behandlungs- und Aufbereitungsanlagen. Auch eine kontrollierte Abfallbeseitigung funktioniert in vielen Agglomerationen nicht. In den informellen Siedlungen ballen sich die Probleme mit Trinkwasserversorgung, Abfallentsorgung und Luftverschmutzung. So ist in armen städtischen Haushalten in den Slums von Rio de Janeiro die Sterblichkeitsrate dreimal so hoch wie in Haushalten mit Zugang zu Wasser, Abwasserentsorgung und angemessener Beschaffenheit der Gebäude.

### Katastrophenanfälligkeit

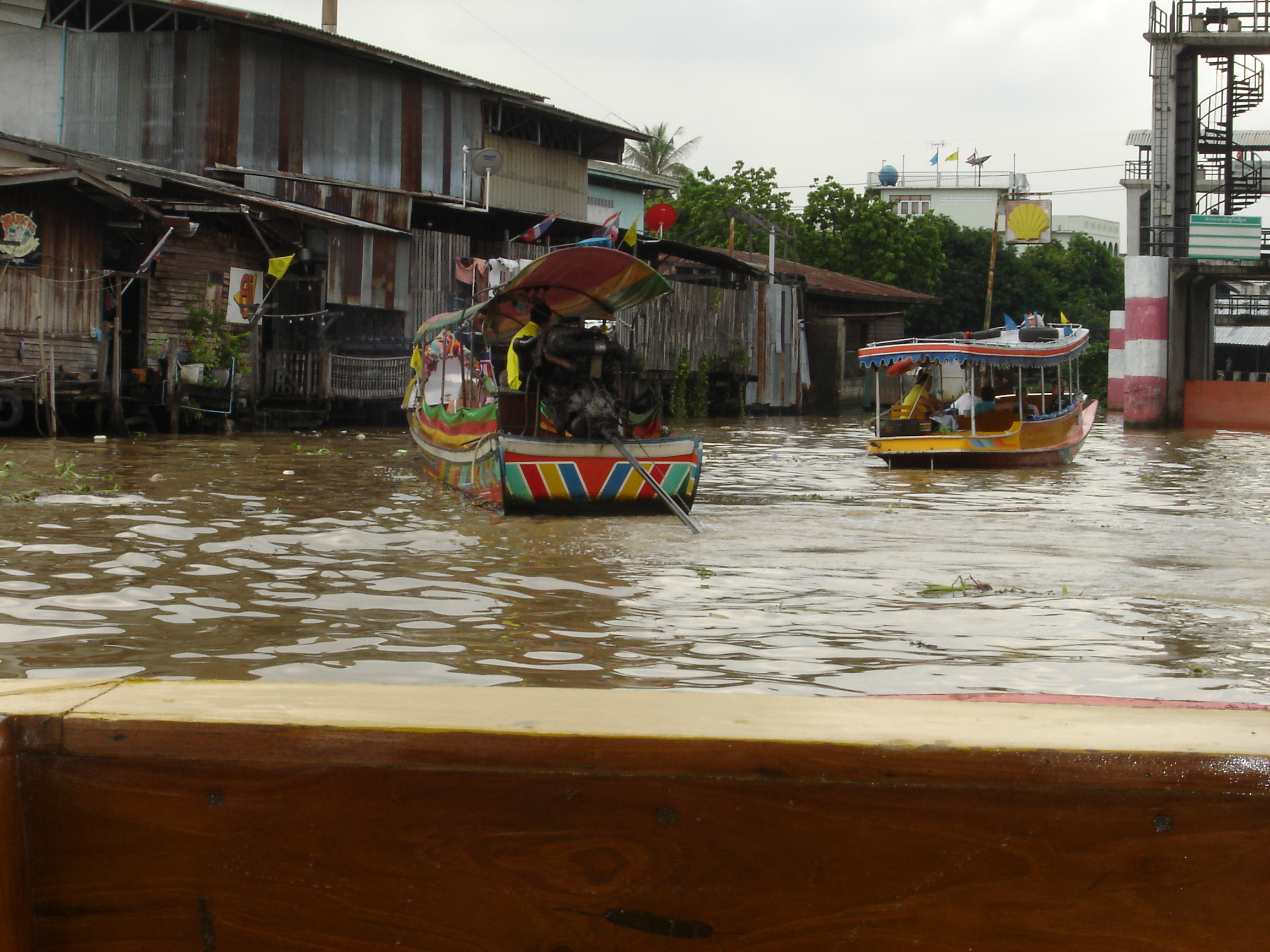
Bangkok ist dauerhaft hochwassergefährdet. 2011 lagen 12 % der Fläche des Landes unter Wasser.

Die Anfälligkeit von Großstädten gegenüber Natur- und anderen Katastrophen sowie Terroranschlägen ist auch bei solider Baustruktur hoch, während die Resilienz eher gering ist. Das hängt teils an der hohen Siedlungsdichte, an der Abhängigkeit von anfälligen und vernetzten großtechnischen Systemen (vor allem der Stromversorgung). Heute leben fast eine halbe Milliarde Menschen in küstennahen Städten. 62 Prozent der Städte mit mehr als acht Millionen Einwohnern liegen an der Küste. Als „Hotspots der Verwundbarkeit“ gelten an Flussmündungen gelegene Megacitys wie Bangkok, New York, Shanghai, Tokio oder Jakarta. Diese Städte werden in den kommenden Jahrzehnten verstärkt von den Folgen des Klimawandels betroffen sein, u: a. von der Zunahme von Hurricanes und Sturmfluten.
Nachweislich erhöht sich die durchschnittliche Temperatur in Agglomerationen rascher als auf dem Land. Chinesische Klimaforscher haben in Ostchina die monatliche Oberflächentemperatur zwischen 1981 und 2007 anhand der Daten von 463 Wetterstationen in Metropolen mit über einer Million Einwohnern, Großstädten, Mittleren Städten, Kleinstädten und auf dem Land ausgewertet. Demnach tragen die städtischen Wärmeinseln 24 Prozent zur durchschnittlichen Erwärmung bei, in Metropolen und Großstädten sind es 44 bzw. 35 Prozent. Bei den Metropolen würde der von den städtischen Wärmeinseln ausgehende Beitrag zur Erwärmung der Oberflächentemperatur 0,4 °C in einem Jahrzehnt betragen. In Mexiko-Stadt erhöhte sich die durchschnittliche Temperatur innerhalb von 10 Jahren um 2 °C. Die Hitzewelle in Europa 2003 mit zwischen 30.000 und über 70.000 Todesopfern und einem geschätzten ökonomischen Verlust von über 15 Milliarden US-Dollar traf besonders die Städte.
Durch den Anstieg des Meeresspiegels in Verbindung mit der hohen Bodenverdichtung und dem Absinken von Land infolge von Grundwasserentnahme sowie aufliegenden Lasten von Hochhäusern (in Shanghai sind es 3000 mit über 18 Stockwerken), durch Bodenversiegelung und zunehmende Dauerregenfälle sind insbesondere asiatische Megacities wie Bangkok, das heute teilweise bereits unter dem Meeresspiegel liegt, von Überflutung bedroht. Am schnellsten senkt sich der Boden in Jakarta (jährlich um bis zu 25 Zentimeter), wo schon bis zu vier Millionen Menschen unter dem Meeresspiegel leben.

### Hygiene- und Gesundheitsrisiken
Seit den 1980er-Jahren steigt die Zahl der Virusinfektionen weltweit an, bedingt durch Erderwärmung und Massentierhaltung. Angesichts der hohen Kontaktdichte in den rasch wachsenden Städten breiten sich Virusinfektionen wie SARS, MERS-CoV oder SARS-CoV-2 hier oft rascher aus als auf dem Land, zumal wenn umgesiedelte Landbewohner traditionelle Gewohnheiten auch in der Stadt beibehalten (z. B. Verkauf lebender Tiere auf städtischen Märkten wie in China). So wurde auf dem Fischmarkt von Wuhan nach Ausbruch der Infektion mit einem neuen Coronavirus festgestellt, dass über 5 Prozent der untersuchten Proben mit dem Virus verseucht waren.
Aus sozialmedizinischer Sicht wird die rapide Urbanisierung von armen und Schwellenländern gelegentlich sogar als eine „heraufziehende humanitäre Katastrophe“ bezeichnet. So lebten um 2009 43 % der städtischen Bewohner in Schwellenländern wie Kenia, Brasilien und Indien und 78 % der Stadtbewohner in den am geringsten entwickelten Ländern wie Bangladesch, Haiti und Äthiopien in Slums mit oft unzureichender Wasserversorgung und mangelhaften Sanitäranlagen, aber auch mit hoher Luftverschmutzung. In diesen Slums häufen sich auch chronische Erkrankungen wie Diabetes, während die Behandlungsqualität extrem variiert.

### Familienstruktur und Geburtenrate
Eine Folge der Urbanisierung sind die Verstärkung des Trends zur Kleinfamilie und ein starker Einbruch der Geburtenraten. Vor allem in den Entwicklungsländern ist die Geburtenrate der Städte im Vergleich zu der auf dem Land sehr niedrig, während in den Industriestaaten fast kein Unterschied mehr besteht. Nach verschiedenen Demographic and Health Surveys liegt die Fertilitätsrate in Addis Abeba und den vietnamesischen Städten bei 1,4, was der Rate Deutschlands entspricht. In der iranischen Hauptstadt Teheran bekommen die Frauen durchschnittlich 1,32 Kinder.
Europäische und einige nordamerikanische Großstädte sind durch eine starke Tendenz zur Singularisierung geprägt. In 9 der 13 größten deutschen Städte lag 2018 der Anteil an Single-Haushalten zwischen 50,6 (Köln) und 55,4 Prozent (Berlin). Im Bundesdurchschnitt sind es 41 Prozent.

### Wirtschaftliche Spaltung
Gleichzeitig Ursache und sich immer weiter verstärkende Folge der Urbanisierung ist eine ökonomische Spaltung zwischen Stadt und Land. In den Vereinigten Staaten wurden etwa in den 1990er Jahren noch 71 % aller neuen Unternehmen in ländlicheren Counties (unter 500.000 Einwohner) gegründet. In den 2000ern machten diese nur noch 51 % der Gründungen aus, und seit 2008 entstehen nur noch 19 % aller neuen Unternehmen in ländlichen Räumen.

## Situation nach Ländern

### Unterschiede zwischen Industrie- und Entwicklungsländern

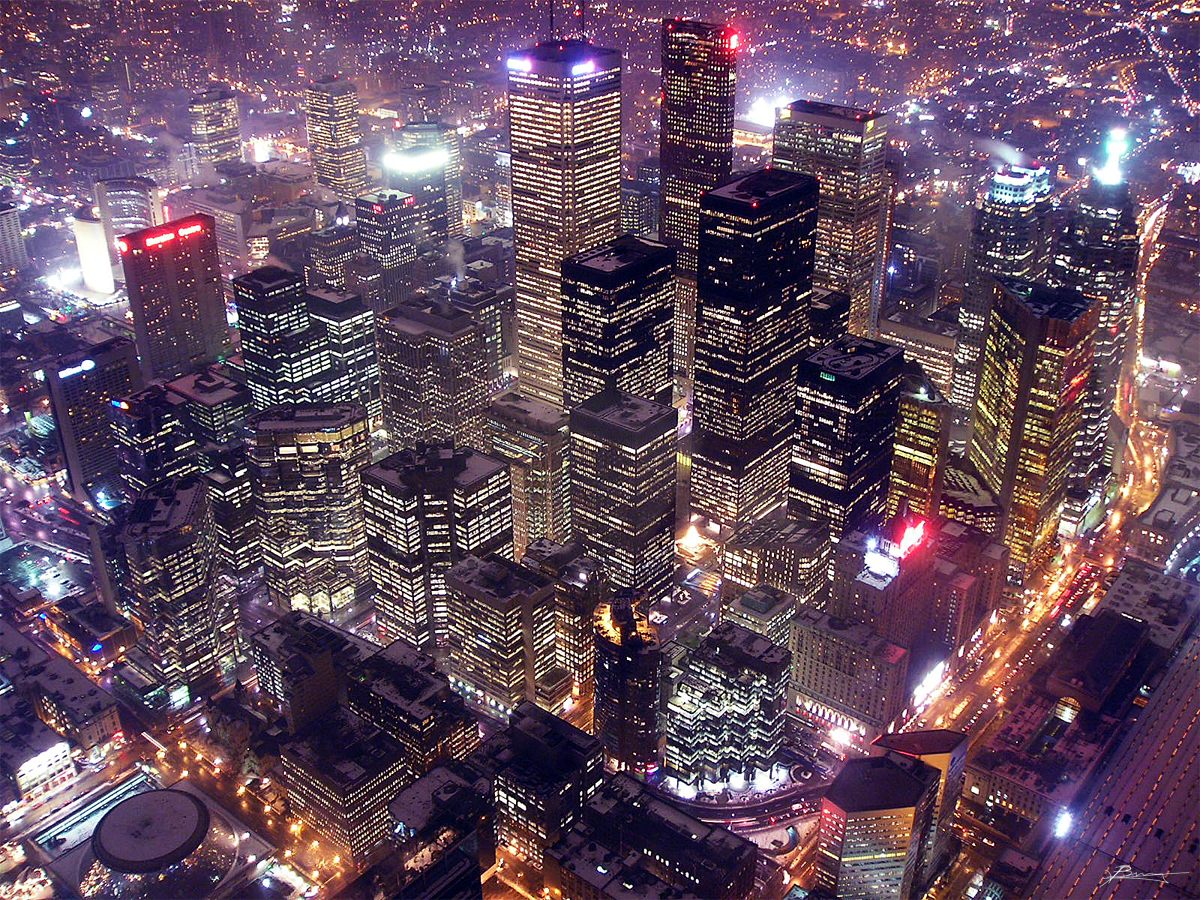
Finanzzentrum: Downtown Toronto

Mit dem Prozess der Verstädterung war in den Industrieländern die Umgestaltung von einer traditionellen ländlichen Gesellschaft in eine stark arbeitsteilig-urbane Gesellschaft verbunden. Hier ging der Industrialisierung und Verstädterung entweder eine tiefgreifende Agrarreform voraus, oder beide Prozesse erfolgten gleichzeitig.
Die Verstädterung in den heutigen Entwicklungsländern setzte in den 1920er Jahren in Lateinamerika ein und hat seit dem Zweiten Weltkrieg auf alle Länder übergegriffen. Jedoch weist sie gegenüber dem Verstädterungsprozess der Industrieländer grundlegende Unterschiede auf:
- In den Industrieländern wuchsen die Städte im 19. Jahrhundert hauptsächlich durch Zuwanderung infolge der Industrialisierung, weniger durch natürliches Bevölkerungswachstum, stets begleitet von bereits ausgebauten und nunmehr sich anpassenden Verwaltungs- und Rechtsstrukturen.
- Die städtische Bevölkerung in den Entwicklungsländern wächst wesentlich stärker als in den meisten europäischen Industrieländern, und ohne die kommunalpolitischen Traditionen der „okzidentalen Stadt“ (nach Max Weber). Mit Ausnahme weniger Newly Industrializing Countries (NIC) und Schwellenländer fehlen in den Entwicklungsländern aufeinander abgestimmte, miteinander verknüpfte Formen des sozialen Wandels. Auf den Megastädten der Entwicklungsländer lastet außerdem ein doppelter Druck: die starke Zuwanderung (40–50 % des jährlichen Wachstums) wird von einem noch höheren, wenn auch sich abschwächenden natürlichen Bevölkerungswachstum begleitet. Hinzu kommt, dass der Infrastrukturausbau mit dem Wachstum immer weniger Schritt hält. So stieg die Bevölkerung von Nouakchott, der Hauptstadt Mauretaniens, von 1958 (500 Einwohner) bis 2013 auf 900.000, möglicherweise sogar auf zwei Millionen Einwohner, also um mindestens 160.000 % (das Tausendsechshundertfache), wobei ein permanent steigender Anteil der Bevölkerung unter Plastikplanen und in ähnlichen Quartieren „wohnt“.[31] Die indische Wirtschaftswissenschaftlerin Yayati Gosh, Trägerin des ILO-Forschungspreises 2010, kritisiert den Zusammenbruch der Stadtplanung unter dem Einfluss neoliberaler Reformen in vielen Ländern und beschreibt ihn als „tendency to create urban monstrosities of congestion, inequality and insecurity“.[32]

### Deutschland
In Deutschland liegt der Verstädterungsgrad wesentlich über dem weltweiten Durchschnitt. Die elf Agglomerationsräume mit mehr als einer Million Einwohnern zählen allein rund 25,6 Millionen Menschen. Der weltweit nicht einheitlich verwendete Begriff der Agglomeration entspricht der Stadt im geographischen Sinn ohne Beachtung der Verwaltungsgrenzen. Die nach Verwaltungsgrenzen gerechneten 82 Städte über 100.000 Einwohner in Deutschland haben Ende 2020 knapp 24,5 Millionen Einwohner, das sind rund 29,5 % der Gesamtbevölkerung von 83,2 Millionen. Die elf Metropolregionen Deutschlands mit 44,3 Millionen Einwohnern sind räumlich wesentlich weiter gefasst und beinhalten auch große ländliche Gebiete.
Als um 1845 in Deutschland die Industrialisierung einsetzte, gab es bereits eine Vielzahl von kleinen und mittelgroßen Städten. Die ökonomische Prämie, die in stark zentralisierten Staaten den Bewohnern der Hauptstadt zufällt, weil die Konzentration der Verwaltung eine Vielzahl von Einkommensmöglichkeiten bot, verteilte sich im staatlich zersplitterten Deutschland seit jeher auf eine ganze Reihe von Städten. Auch die verschiedenen Wellen der Industrialisierung waren von Anfang an polyzentrisch. Damit kam es im 19. Jahrhundert in verschiedenen Regionen zur Urbanisierung im Sinne einer demographischen Verstädterung. Im Ergebnis dessen gibt es heute in Deutschland einen sehr hohen Anteil der Bevölkerung, der in Städten lebt – aber keine wirkliche Megastadt. Der Ökonom Hans-Heinrich Bass spricht von einer „polyzentrischen, Regionen in ganz Deutschland flächig umfassenden Verdichtung der Besiedelung“. Damit einher gehe ein relativ gering ausgeprägtes Primat einer First City, also der bevölkerungsreichsten Stadt. Urbanität im Sinne einer „sozialen Verstädterung“ sei als Konsequenz aus dieser Entwicklung der dominierende Lebensstil in fast allen Teilen Deutschlands. Es entstanden so zahlreiche Oberzentren und Mittelzentren.
Nach einer Phase der Suburbanisierung in der zweiten Hälfte des 20. Jahrhunderts stieg aufgrund mehrerer Faktoren – vor allem wegen des demographischen Wandels, wegen höherer Energiepreise, wegen steuerlicher Eingriffe (Abschaffung der Eigenheimzulage und Reduzierung der Entfernungspauschale) und wegen zahlreicher Staus auf deutschen Verkehrswegen ziehen mehr Menschen vom Land in eine Stadt als umgekehrt – der Urbanisierungsgrad in den letzten Jahren wieder an (Reurbanisierung). Die Bevölkerungszahl in Deutschland nahm insgesamt leicht ab, insbesondere in den ländlichen Gebieten Ostdeutschlands seit etwa dem Jahr 2000; in mittelgroßen Städten nahm sie weiter zu.
Zu Beginn des 21. Jahrhunderts war der zuvor unübliche Trend zu beobachten, dass auch Familien mit Kindern vermehrt in die Städte ziehen bzw. in diesen wohnhaft bleiben. Vor allem für Einwanderer sind die Städte bevorzugte Zielorte, ebenso für Studierende und andere junge Singles. Seit etwa 2011 stagniert der Urbanisierungsgrad und verharrte bei etwa 77 %. Mit steigenden Mieten und Kaufpreisen für Immobilien zeigt sich seit etwa 2014 ein neuer Trend: Vor allem Familien mit deutscher Staatsangehörigkeit entscheiden sich immer häufiger, die teuren Großstädte mit ihrer oft überlasteten Infrastruktur zu verlassen und ins Umland zu ziehen. Ob die COVID-19-Epidemie von 2020 mit ihrer Tendenz zur Arbeit im Home-Office und der Liquidierung vieler auf Laufkundschaft angewiesener Einzelhandelsfilialen und Büros in den Innenstädten eine weitere Trendwende bewirkt, ist derzeit offen.

### USA
Der Urbanisierungsanteil in den USA ist von 1960 bis 2021 annähernd linear von 70 % auf 83 % gestiegen. Allerdings vollzieht sich innerhalb der Ballungsräume nach wie vor eine erhebliche Umschichtung der Bevölkerung. Die USA sind das klassische Studienobjekt für die in allen Industrieländern seit 1945 zu beobachtenden Prozesse der Suburbanisierung, d. h. der Abwanderung von Einwohnern und Arbeitsplätzen aus der Kernzone der Städte in die Peripherie. Die Verdichtung auf Basis urbaner Planung galt seit jeher als Problemlöser für viele infrastrukturelle und soziale Probleme des ausgedehnten nordamerikanischen Kontinents; seit den 1950er Jahren mehren sich jedoch kritische Stimmen (so die von Lewis Mumford, William H. Whyte und Jane Jacobs sowie der Chicago School of Urban Sociology), die die Entwicklung der Städte und insbesondere ihre Kehrseite – das Wuchern des Suburbs – als kritische Symptome der Massengesellschaft, der Homogenität und Konformität städtischer Siedlungsräume bewerten.
Robert Beauregard beschreibt den Prozess des Niedergangs der altindustriellen Central Cities, der eng verknüpft ist mit dem Auszug der weißen Mittelschichten ins Umland, als „parasitäre Urbanisierung“. Sie ersetzt seit 1945 die „distributive Urbanisierung“, einen Zyklus der Stadtentwicklung in Nordamerika, in dem alle großen Städte vom demographischen und ökonomischen Wachstum des Landes gleichermaßen profitierten und der kurzfristig in den 1980er Jahren wiederkehrte. Die Phase der parasitären Urbanisierung bezeichnet Beauregard auch als short American century, eine historisch einzigartige Formation, geprägt durch den Niedergang der alten Industriezentren, den Aufstieg der Suburbs insbesondere im Sunbelt und eine bis dahin unerreichte wirtschaftliche Prosperität und militärische Hegemonie in der Welt: „Parasitic urbanization […] produced the trauma that devastated older, industrial cities, created a crisis of national consequences, and undermined the way of life that had defined achievement in the United States for hundreds of years. The dominance of the center […] was replaced by a fragmentation of the periphery brought about by suburban development. Urbanization had jumped to the metropolitan scale.“ In seiner Betrachtung verknüpft Beauregard den Prozess der Suburbanisierung mit den langen Wellen der wirtschaftlichen und technologischen Entwicklung einerseits und ihrer Interpretation im Kontext der Herausbildung einer nationalen Identität, dem becoming suburban, andererseits.

### China
Die Urbanisierung in China wurde lange Zeit durch das Zuwanderungsverbot gebremst, welches die unkontrollierte Landflucht verhindern sollte. Doch hat in den letzten Jahrzehnten ein rapider Urbanisierungsprozess stattgefunden, der sich fortsetzen und zentral geplant noch beschleunigen soll. 1980 lebten etwa 19 % der Chinesen in Städten, 2000 waren es 36 %, 2010 bereits 49 % und 2021 waren es 63 %. Premierminister Li Keqiang verkündete im März 2013, dass die planmäßige Urbanisierung eines der vorrangigen Ziele der Regierung sei, um Wertschöpfung und Wirtschaftswachstum zu beschleunigen. Die Präsentation der Detailplanung wurde allerdings auf den Herbst 2013 verschoben, vermutlich weil auch negative Effekte durch Inflation und die Entstehung einer entwurzelten arbeitslosen Unterschicht befürchtet wurden. Man rechnet mit einer Verdoppelung der Zahl von städtischen Wohlfahrtsprogrammen abhängiger Menschen. Auch stellen die Banken weniger Geld für großdimensionierte Infrastrukturprojekte zur Verfügung, so dass die Städte sich dieses durch Landverkäufe oder Ausgabe von Schuldverschreibungen besorgen müssen. Bedingt durch den drohenden Verkehrs- und Umweltkollaps in den großen Agglomerationen sollen bis zu 1000 mittlere Entlastungsstädte im Hinterland der Küstenzone mit jeweils spezialisiertem industriellen Profil oder auch „Themenstädte“ nach dem Vorbild europäischer historischer Stadtanlagen geschaffen werden.

### Indien
In Indien existieren mit Mumbai, Delhi, Kalkutta, Chennai, Bengaluru und Hyderabad sechs Megastädte. 2010 lebten jedoch nur 30 % der Inder in Städten (2001: 28 %; 2010 weltweit zum Vergleich: 50 %). Der Zuwachs beträgt jährlich etwa 2,4 % (weltweit zum Vergleich: 4,2 %). Selbst bei dieser vergleichsweise mäßigen Zuwachsrate der städtischen Bevölkerung hält der Ausbau der Infrastruktur, vor allem das Wasser- und Müllmanagement in keiner Weise mit diesem Anstieg mit. Wissenschaftler beschreiben das Wachstum indischer Städte als fragmentiert, ungeplant und ohne Berücksichtigung sozialer und ökologischer Aspekte. Studien belegen einen signifikanten Zusammenhang zwischen dem ungesteuerten Städtewachstum Indiens und durch Kontamination von Trink- und Brauchwasser ausgelösten Krankheiten. Die Ausbreitung von Slums schreitet trotz des Baubooms ungebremst voran.

### Schweiz
Insgesamt beschreibt das Bundesamt für Statistik 52 Agglomerationen in der Schweiz. In diesen konzentrieren sich die Bevölkerung und die Wirtschaftsleistung der Schweiz – rund 74 % der Einwohner des Landes leben in diesen Räumen. 172 Gemeinden entsprechen den Kriterien einer «statistischen Stadt».